# David M. Maddox

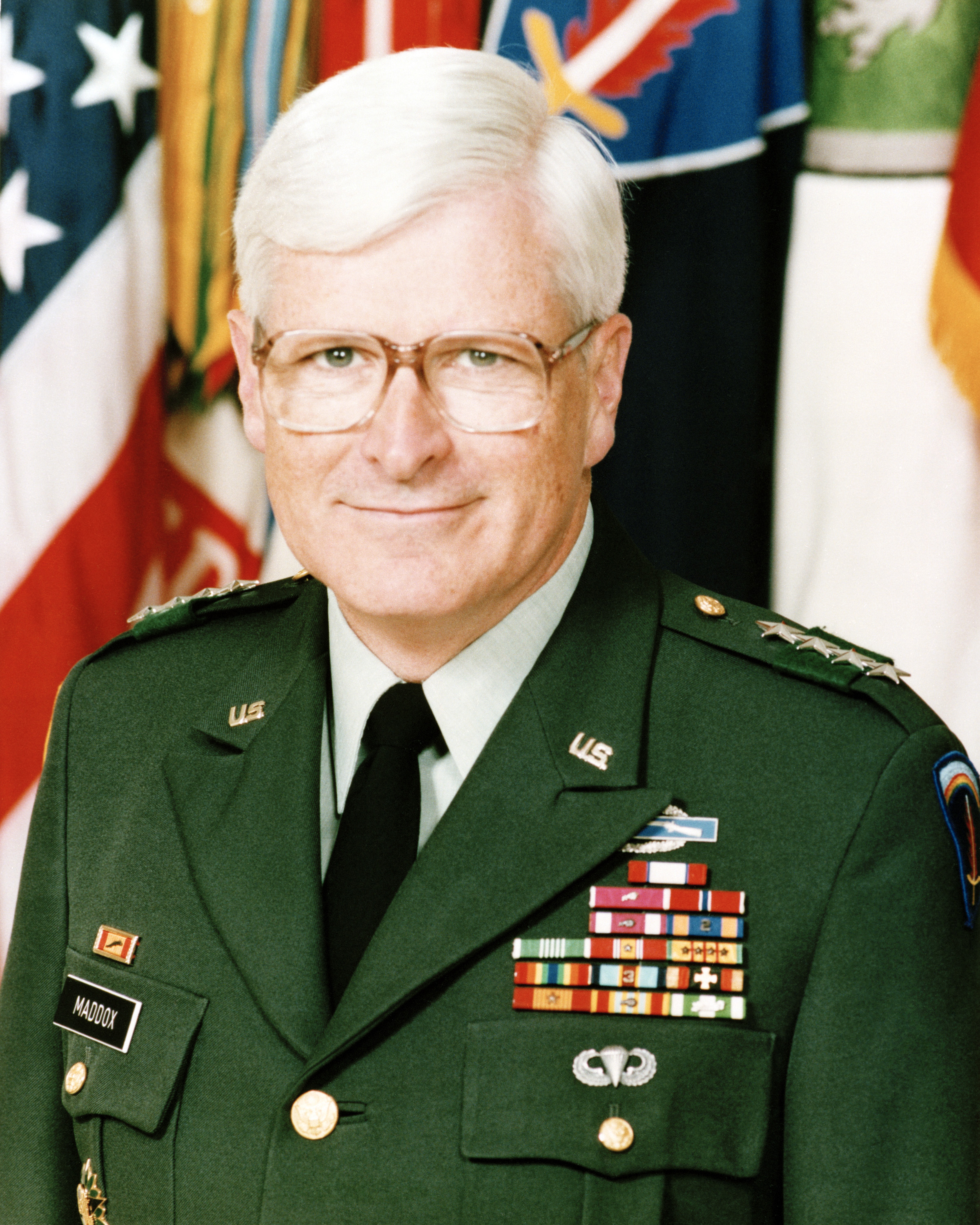
David M. Maddox, 1992

David M. Maddox (* 5. April 1938 in Chicago, Illinois) ist ein pensionierter General der United States Army. Zwischen 1992 und 1994 war er Kommandierender General der United States Army Europe/7th Army.
Im Jahr 1960 absolvierte David Maddox das Virginia Military Institute in Lexington. Anschließend begann er eine lange Laufbahn als Offizier im US-Heer. 1969 studierte er noch an der Southern Illinois University .
In der Armee durchlief er alle Offiziersränge vom Leutnant bis zum Vier-Sterne General. Er war zu Beginn seiner Laufbahn auch im Vietnamkrieg eingesetzt, was man an seinen vietnamesischen Orden (siehe unten) ersehen kann. Zu seinen Kommandeursposten gehörten das  2nd Cavalry Regiment , das eigentlich eine Brigade war, die  8th Infantry Division in Bad Kreuznach (1989–1990), und  das  V Corps  (1990–1992). Am 9. Juli 1992 wurde er als Nachfolger von General Crosbie E. Saint neuer Kommandierender General der United States Army Europe (USAREUR). Von seinem Hauptquartier in den Campbell Barracks in Heidelberg aus leitete er diesen Großverband im Range eines Vier-Sterne Generals bis zum 19. Dezember 1994. An diesem Tag übergab er sein Kommando an General William W. Crouch. Wenig später, im Jahr 1995, schied er aus dem aktiven militärischen Dienst aus. Seine Zeit als Kommandeur von USAREUR war geprägt vom Zusammenbruch der Ostblockstaaten und der damit verbundenen Neuausrichtung der US-Streitkräfte in Europa. Dabei war er an den Planungen zur Umstrukturierung bzw. dem Truppenabbau des US-Heeres in Deutschland und Europa beteiligt.
Nach seiner Militärzeit arbeitete David Maddox als unabhängiger Berater sowohl für die Industrie als auch für die Regierung. Er war auch Mitglied des Defense Science Board, des Army Science Boards und des Instituts für auswärtige Angelegenheiten in Washington, D.C. 2007 wurde er Mitglied eines vom Heeresminister Preston M. Geren eingesetzten sechsköpfigen Ausschusses zur Untersuchung von Regierungsaufträgen im Verteidigungswesen. Im Präsidentschaftswahlkampf 2020 unterstützte er Joe Biden.

## Orden und Auszeichnungen
General Maddox erhielt im Lauf seiner militärischen Laufbahn unter anderem folgende Auszeichnungen:
- Combat Infantryman Badge
- Parachutist Badge
- Army Staff Identification Badge
- Overseas Service Bar  (4-mal)
- Army Distinguished Service Medal
- Legion of Merit
- Bronze Star Medal
- Meritorious Service Medal
- Air Medal
- National Defense Service Medal
- Vietnam Service Medal
- Army Service Ribbon
- Overseas Service Ribbon
- Ehrenzeichen der Bundeswehr
- Gallantry Cross (South Vietnam)
- Civil Actions Medal (Vietnam)
- Vietnam Campaign Medal